# إنستروم إف-28

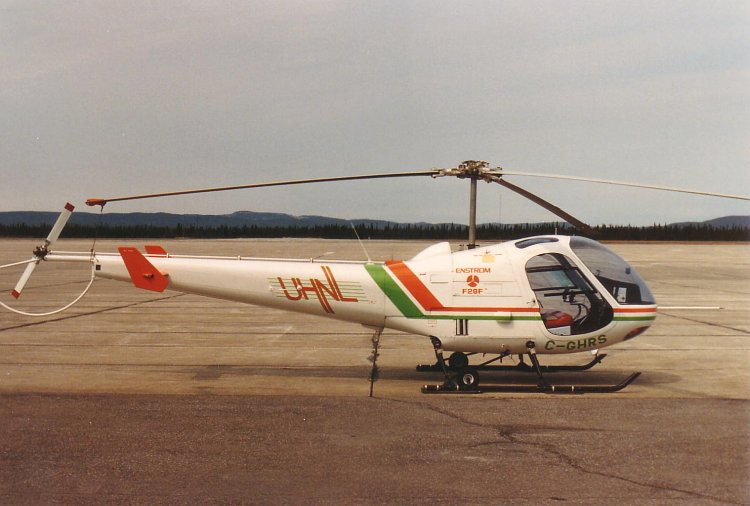
إنستروم إف-28

إنستروم إف-28 (بالإنجليزية: Enstrom F-28)‏ وإنستروم إف-280 هي طائرة مروحية خفيفة تنتجها شركة إنستروم هليكوبتر كوربوريشن. وهي تستخدم كثيرا لتدريب الطيارين.

## التصميم والتطوير
بعد أن حصلت الشركة على شهادة صلاحية طائرتها الأولى من نوع إف-28 في أبريل 1965، قامت الشركة بتصنيع نحو 1200 مروحية من هذا النوع حتي عام 2007. وقد أنتجت الشركة ثلاثة موديلات من إف-28، من ضمنها إف-280 التي تتميز بمرونه عالية للمناورة في الجو ويحركها محرك توربيني من نوع 480، كما قامت الشركة بتطوير كل من تلك الطائرتين. والمروحيتان إف-28 وإف-280 مزودتان بمحرك ليكومي  يشابه محركات الطائرات العادية ذات الأجنحة.
وأثبت التصميم إف-280 نجاحا كبيرا، وقامت بذلك التصميم شركة في بوستن بغرض زيادة الإقبال على شرائها واستخدامها في الاغراص المدنية، حتى أن مجلة فورتن  أعطتها التصنيف بأنها واحدة من ضمن أحسن 25 موديل طائرة في الولايات المتحدة الأمريكية.

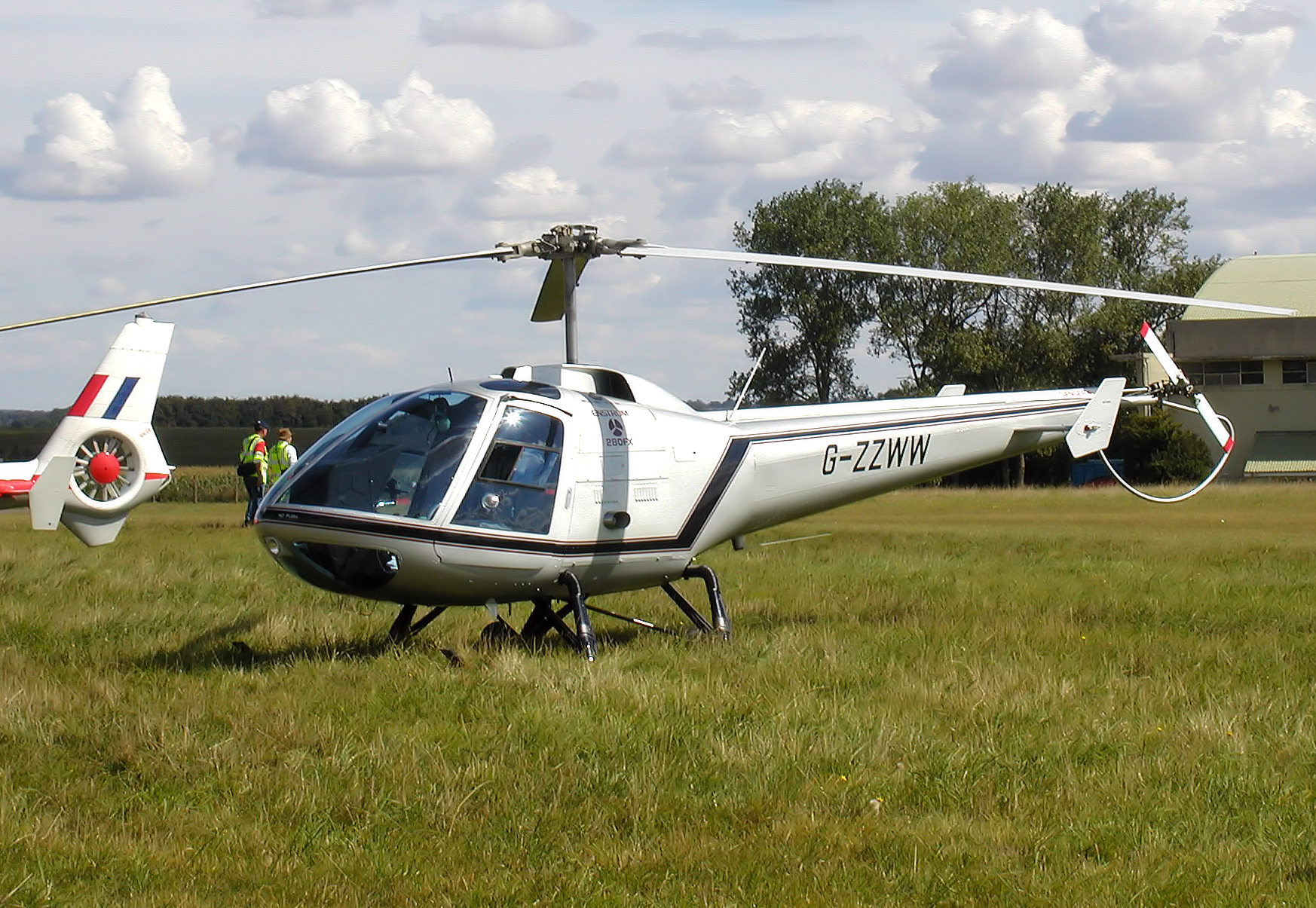
إنستروم إف-280.